# Chvrches
Chvrches (stiliserat CHVRCHΞS och uttalat "Churches") är ett skotskt syntpopband, bildat 2011 i Glasgow. Bandet består av Lauren Mayberry, Iain Cook, Martin Doherty samt inofficiellt sedan 2018 Jonny Scott. De skivdebuterade i mars 2013 med Recover EP, innehållande hitsen "The Mother We Share" och "Recover".

## Diskografi

### Studioalbum
- The Bones of What You Believe (2013)
- Every Open Eye (2015)
- Love Is Dead (2018)
- Screen Violence (2021)

### EP
- Recover EP (2013)
- Under the Tide EP (2014)
- Hansa Session (2018)